# Fédération royale espagnole de football
 (août 2023).
La mise en forme du texte ne suit pas les recommandations de Wikipédia : il faut le « wikifier ».
Les points d'amélioration suivants sont les cas les plus fréquents. Le détail des points à revoir est peut-être précisé sur la page de discussion.
- Les titres sont pré-formatés par le logiciel. Ils ne sont ni en capitales, ni en gras.
- Le texte ne doit pas être écrit en capitales (les noms de famille non plus), ni en gras, ni en italique, ni en « petit »…
- Le gras n'est utilisé que pour surligner le titre de l'article dans l'introduction, une seule fois.
- L'italique est rarement utilisé : mots en langue étrangère, titres d'œuvres, noms de bateaux, etc.
- Les citations ne sont pas en italique mais en corps de texte normal. Elles sont entourées par des guillemets français : « et ».
- Les listes à puces sont à éviter, des paragraphes rédigés étant largement préférés. Les tableaux sont à réserver à la présentation de données structurées (résultats, etc.).
- Les appels de note de bas de page (petits chiffres en exposant, introduits par l'outil «  Source ») sont à placer entre la fin de phrase et le point final[comme ça].
- Les liens internes (vers d'autres articles de Wikipédia) sont à choisir avec parcimonie. Créez des liens vers des articles approfondissant le sujet. Les termes génériques sans rapport avec le sujet sont à éviter, ainsi que les répétitions de liens vers un même terme.
- Les liens externes sont à placer uniquement dans une section « Liens externes », à la fin de l'article. Ces liens sont à choisir avec parcimonie suivant les règles définies. Si un lien sert de source à l'article, son insertion dans le texte est à faire par les notes de bas de page.
- La présentation des références doit suivre les conventions bibliographiques. Il est recommandé d'utiliser les modèles {{Ouvrage}}, {{Chapitre}}, {{Article}}, {{Lien web}} et/ou {{Bibliographie}}. Le mode d'édition visuel peut mettre en forme automatiquement les références.
- Insérer une infobox (cadre d'informations à droite) n'est pas obligatoire pour parachever la mise en page.

Pour une aide détaillée, merci de consulter Aide:Wikification.
Si vous pensez que ces points ont été résolus, vous pouvez retirer ce bandeau et améliorer la mise en forme d'un autre article.
La Fédération royale espagnole de football (Real Federación Española de Fútbol ou RFEF) est une association regroupant les clubs de football d'Espagne et organisant les compétitions nationales et les matchs internationaux de la sélection d'Espagne. Elle compte 671 581 licenciés en football en 2008, mais en compte près du double en futsal soit 1 200 000 licenciés environ.

## Histoire

### Origines
La Federación Española de Clubs de Football (FECF) a été créée à Madrid le 14 octobre 1909, servant de précurseur à l'actuelle Fédération royale espagnole de football (RFEF) fondée quatre ans plus tard. Certains des premiers clubs à rejoindre cette fédération originale étaient le FC Barcelone, le Club Español de Madrid, la Sociedad Gimnástica, le Irún Sporting Club, le Fortuna de Vigo et le Sporting de Vigo. Cependant, d'autres clubs n'ont pas reconnu la nouvelle organisation comme une fédération nationale unique, notamment des entités importantes telles que le Madrid FC et l'Athletic Club, ainsi que le champion national en titre, le Club Ciclista de Saint-Sébastien. Cela a entraîné la Coupe du Roi de 1910 ayant deux compétitions de coupe parallèles : l'une officielle, organisée par la FECF nouvellement créée, à Madrid, remportée par Barcelone, et l'autre non officielle, organisée par l'UECF (Unión Española de Clubs de Fútbol), à Saint-Sébastien, remportée par l'Athletic. Les deux compétitions sont actuellement reconnues comme officielles par la RFEF.
Les discussions pour décider du lieu de la Coupe du Roi de 1913 ont finalement provoqué une autre scission, avec le FC Barcelone et l'Español de Barcelona annonçant leur départ lors de l'assemblée tenue en mai 1912, ainsi que les clubs guipuzcoans de la Real Sociedad et de Vasconia. Le 29 novembre 1912, ces clubs ont fondé l'Union espagnole des clubs de football (UECF) à Saint-Sébastien, et à nouveau deux tournois parallèles ont été organisés.
Tant la Fédération espagnole des clubs (FECF) que l'Union espagnole des clubs (UECF) ont cherché à devenir les représentants du football espagnol. Les deux organisations avaient un monarque comme parent, en l'occurrence la reine Victoria Eugenia (dirigeant un tournoi de l'Union des clubs, pour lequel elle a remis une coupe) et le roi Alfonso XIII (président d'honneur de la Fédération depuis sa fondation). Le roi Alfonso XIII a accepté la présidence d'honneur de l'UECF et lui a octroyé le titre de "Royal" le 22 février 1913 (le même titre a été accordé à la FECF plus tard, le 30 mai 1913). En mars, il a été rapporté que le Comité de la FIFA n'a pas accepté l'enregistrement de la FECF en raison de la scission fédérative existant en Espagne, obligeant les deux fédérations à fusionner ou à créer un comité interfédéral similaire à celui existant en France (Comité français interfédéral). Lors de sa fondation, la FECF a rejoint l'UIAFA, mais à ce moment-là, cet organe directeur avait disparu, il était donc urgent et nécessaire de rejoindre une autre fédération internationale. Madrid FC a été l'un des fondateurs de la FIFA en 1904, mais après cela, il n'a pas participé à aucun congrès ni réunion et a perdu son adhésion, de sorte qu'il n'y avait pas de représentant espagnol affilié à la FIFA entre 1905 et 1913.
La RUECF a tenté de gagner en reconnaissance en organisant un match international contre une équipe de la Ligue de Football Association (LFA, faisant partie de la CFI française, membre de la FIFA), qui a eu lieu le 25 mai 1913 au Amute à Hondarribia. José Berraondo a exercé les fonctions d'entraîneur espagnol et a arbitré le match. Le match s'est terminé sur un match nul 1-1, le buteur espagnol étant le capitaine Juan Arzuaga. Selon des journalistes tels que Manuel Rosón, après ce match, Alfonso XIII a appelé Juan Padrós, président de la FECF, pour s'informer de la situation et lui demander de trouver une solution au problème existant, et également Daniel Burley Woolfall, président de la FIFA, a pris contact avec Carlos Padrós, ancien président du Madrid FC, pour lui demander des informations sur ces nouvelles fédérations.
Le Congrès de la FIFA à Copenhague, qui s'est tenu le 31 mai 1913, a rejeté l'entrée du football espagnol en n'acceptant pas la coexistence de deux fédérations, ce qui signifie que les clubs espagnols ne peuvent pas jouer de matchs internationaux contre des clubs membres de la FIFA. À la fin du mois de mai, la FECF a organisé une Assemblée et Juan Padrós a démissionné. Un nouveau conseil d'administration a alors été créé et Ricardo Ruiz de Ferry (journaliste sportif) a été élu président, avec le général Adolfo Meléndez et Antonio Bernabéu, respectivement vice-président et secrétaire,,. En juillet, la RUECF a envoyé une lettre signée par son secrétaire Julián Olave à la RFECF proposant de parvenir à un accord de fusion entre les deux fédérations,,. Ruiz Ferry s'est rendu à Saint-Sébastien fin juillet pour rencontrer les représentants de la RUECF et négocier un accord définitif avec eux. Un accord a été trouvé pour fusionner les deux fédérations et constituer provisoirement quatre fédérations régionales (est, ouest, nord et centre), dont les délégués participeraient à l'assemblée constitutive d'une nouvelle entité le 1er septembre 1913 au siège du Real Aero Club de España, à Madrid,,.

### Fondation
Le 1er septembre 1913, l'assemblée constitutive d'une nouvelle fédération a débuté comme prévu, choisissant le nom de Fédération royale espagnole de football (Real Federación Española de Football) et accordant la présidence d'honneur au roi Alfonso XIII,,. Au cours de cette assemblée, il a été enregistré dans les procès-verbaux qu'il s'agissait de l'assemblée constitutive d'une nouvelle fédération totalement différente de la RFECF et de la RUECF,,,. De plus, un conseil d'administration a été nommé sous la vice-présidence de Ruiz Ferry, avec l'autorité de désigner son président, conformément au président d'honneur,.
Ce conseil d'administration a pris ses fonctions le 18 septembre. Alfonso XIII a officiellement accordé le titre de « royale » à la RFEF le 25 septembre 1913 et a accepté la présidence d'honneur,. Historiquement, il a été considéré que la RFEF a été officiellement fondée le 29 septembre 1913,,,, bien que d'autres sources placent la date de fondation au 1er septembre 1913, lorsque la première session de l'assemblée constitutive a eu lieu,,. Le 29 septembre 1913 également, la RFEF a été acceptée en tant que membre provisoire de la FIFA, formalisant l'adhésion complète de la fédération à la FIFA lors de l'assemblée tenue à Oslo le 27 juillet 1914. La RFEF a présenté ses statuts pour approbation et enregistrement au Registre des Associations le 16 janvier 1914. Cependant, comme c'était courant à l'époque, le processus a été retardé et l'approbation n'est devenue effective qu'en septembre 1921. La nomination de Francisco García Molinas en tant que président de la RFEF a été annoncée en janvier 1914,. Enfin, la RFECF a été dissoute le 18 octobre 1913, et la RUECF a disparu le 5 février 1914.
Afin de mettre fin aux disputes qui avaient marqué les dernières éditions de la Coupe du Roi, il a été convenu, parmi d'autres mesures, de former un championnat pour chaque fédération régionale (le pays était divisé en dix régions), qui servirait de phases qualificatives pour le tournoi. La Coupe du Roi 1914 a été la première édition de la compétition organisée par la RFEF, et l'Athletic Club a remporté le titre après avoir battu le FC Espanya 2-1 en finale. Après leur fondation en septembre 1913, l'une des premières initiatives prises par la fédération a été de promouvoir un championnat interrégional qui servirait de première grande « vitrine » du football espagnol, et par conséquent, comme base pour la formation d'une équipe espagnole pouvant rivaliser avec d'autres équipes internationales; et ainsi, en 1915, ils ont lancé la Coupe Prince des Asturies, qui était parrainée par le roi Alfonso XIII, qui a offert le trophée que son fils, Alfonso, prince des Asturies, devait remettre, d'où le nom du tournoi.

### Équipe nationale
Le 21 mai 1920, l'assemblée générale de la RFEF a approuvé la création de l'équipe nationale pour participer aux Jeux olympiques d'Anvers de 1920. Un comité de sélectionneurs composé de Paco Bru (représentant la région de la Catalogne), José Angel Berraondo (de la région Nord) et Julián Ruete (de la région Centre) a été nommé, bien que les deux derniers aient finalement démissionné pour des raisons personnelles, et Luis Argüello (Trésorier de la Fédération) a rejoint l'expédition.
Le 28 août 1920, le premier match officiel de l'équipe nationale espagnole a eu lieu au stade La Butte (aujourd'hui stade Joseph Marien) à Bruxelles, devant environ 3 000 spectateurs. L'Espagne portait un maillot rouge, un short blanc, des chaussettes noires et un lion brodé sur la poitrine. Le match s'est terminé par une victoire 1-0 contre le Danemark, avec un but de Patricio Arabolaza, originaire du Pays basque, à la 54e minute. À leur première participation à un tournoi international, l'Espagne est revenue des terres belges avec la médaille d'argent après avoir battu les Pays-Bas dans le match décisif.

### La Liga
Le 30 juin 1926, après un long processus, les clubs ont approuvé les premiers Règlements du football professionnel espagnol, ainsi, suivant le modèle anglais, le sport du football est devenu professionnel en Espagne. Cela posa les bases de la création du Championnat national de la Ligue (la Liga) en 1929.
La première édition de la Liga s'est déroulée de février à juin 1929 et a été disputée par dix clubs. Six clubs ont été sélectionnés pour avoir remporté la Coupe du Roi (Real Madrid, Barcelone, Athletic Bilbao, Arenas Club, Real Unión et Real Sociedad - en tant que club successeur du Club Ciclista), trois autres en tant que finalistes (Atlético Madrid, RCD Espanyol et CE Europa), et pour décider de la dixième place, un tournoi éliminatoire entre dix clubs a été organisé, que le Racing de Santander a remporté en battant Séville lors du match décisif. Barcelone a été proclamé champion de la première édition de la ligue avec 25 points, suivi de près par le Real Madrid avec 23 points.

## Actualités
Des perquisitions sont menées le 20 mars 2024 au siège de la Fédération espagnole de football à Las Rozas, en banlieue de Madrid, dans une enquête pour corruption présumée impliquant notamment Luis Rubiales.